# 查城大臣
查城大臣，為清朝特派巡察駐紮巡邏北京內城城牆上、城樓、角樓、中心臺堆撥與看守城下柵欄、城門馬道的八旗官兵之職官，由皇帝於八旗都統、副都統中特簡充任。

## 沿革
嘉慶十六年（1811年）十二月，嘉慶帝發現內城九門城牆各城上堆撥官兵紀律渙散、曠誤班期，因此制定章程，要求除了親王、郡王、御前大臣、軍機大臣、領侍衛內大臣兼任都统、副都統者外，各旗都統應每月上城牆二次、副都統每月上城牆三次，不定期隨時親往稽查，各旗參領輪流每月上城六次，並由步軍統領衙門知會管理馬道官員隨時呈報、每月匯奏，如有曠誤不到者即予參奏。至次年（1812年）三月，步軍統領吉綸查奏負責查城的副都統、參領也有曠班一次二次者，已逐漸怠惰。
道光五年（1825年）十二月，道光帝認為查城官員懈怠矇混、玩忽職守，重申各旗官兵分段駐守城上，並由值年旗開列都統、副都統銜名，無論兼管任何差使，均全部開列，由皇帝欽點8員為查城大臣，分左翼、右翼各4員管理查城，每三年由值年旗奏請更換。